# Campeonato Sanmarinense 2023-24
El Campeonato Sanmarinense 2023-24 fue la edición número 39 del Campeonato Sanmarinense de fútbol. La temporada comenzó el 15 de septiembre de 2023 y finalizó el 21 de abril de 2024.
Virtus resultó campeón de esta edición.

## Formato
El campeonato se divide en dos fases: en la primera fase, los 15 equipos participantes se enfrentan en un solo grupo en partidos de ida y vuelta, por un total de 30 jornadas. Los equipos del 2.º al 11 clasifican a la fase final mientras que el primero será declarado campeón de San Marino. La fase final incluye una ronda preliminar en la que los equipos clasificados del 8.º al 11.º puesto compiten en una única competición para decidir quiénes pasarán a cuartos de final. Los seis primeros clasificados pasan directamente a cuartos de final. La fase eliminatoria incluye partidos en casa y fuera de casa, con la excepción del 4°-5° lugar final y el 2°-3° lugar.
El primer clasificado obtiene una plaza para La Ronda preliminar de la Liga de Campeones de la UEFA 2024-25 mientras que el ganador de la fase final obtiene otra para la Primera ronda previa de la Liga Europa Conferencia de la UEFA 2024-25 junto al campeón de la Copa Titano 2023-24.

## Equipos participantes y Localización
| Borgo Maggiore | 3 | Cailungo, Libertas, San Giovanni              | Virtus Libertas · Cailungo · San Giovanni Pennarossa Domagnano Faetano Fiorentino · Tre Fiori La Fiorita Juvenes · Cosmos · SS Folgore/Falciano Academia San Marino sub-22 · Tre Penne Murata |
| Serravalle     | 3 | Cosmos, Folgore/Falciano, Juvenes/Dogana      | Virtus Libertas · Cailungo · San Giovanni Pennarossa Domagnano Faetano Fiorentino · Tre Fiori La Fiorita Juvenes · Cosmos · SS Folgore/Falciano Academia San Marino sub-22 · Tre Penne Murata |
| San Marino     | 3 | Murata, Academia San Marino sub-22, Tre Penne | Virtus Libertas · Cailungo · San Giovanni Pennarossa Domagnano Faetano Fiorentino · Tre Fiori La Fiorita Juvenes · Cosmos · SS Folgore/Falciano Academia San Marino sub-22 · Tre Penne Murata |
| Fiorentino     | 2 | Fiorentino, Tre Fiori                         | Virtus Libertas · Cailungo · San Giovanni Pennarossa Domagnano Faetano Fiorentino · Tre Fiori La Fiorita Juvenes · Cosmos · SS Folgore/Falciano Academia San Marino sub-22 · Tre Penne Murata |
| Acquaviva      | 1 | Virtus                                        | Virtus Libertas · Cailungo · San Giovanni Pennarossa Domagnano Faetano Fiorentino · Tre Fiori La Fiorita Juvenes · Cosmos · SS Folgore/Falciano Academia San Marino sub-22 · Tre Penne Murata |
| Faetano        | 1 | Faetano                                       | Virtus Libertas · Cailungo · San Giovanni Pennarossa Domagnano Faetano Fiorentino · Tre Fiori La Fiorita Juvenes · Cosmos · SS Folgore/Falciano Academia San Marino sub-22 · Tre Penne Murata |
| Domagnano      | 1 | Domagnano                                     | Virtus Libertas · Cailungo · San Giovanni Pennarossa Domagnano Faetano Fiorentino · Tre Fiori La Fiorita Juvenes · Cosmos · SS Folgore/Falciano Academia San Marino sub-22 · Tre Penne Murata |
| Chiesanuova    | 1 | Pennarossa                                    | Virtus Libertas · Cailungo · San Giovanni Pennarossa Domagnano Faetano Fiorentino · Tre Fiori La Fiorita Juvenes · Cosmos · SS Folgore/Falciano Academia San Marino sub-22 · Tre Penne Murata |
| Montegiardino  | 1 | La Fiorita                                    | Virtus Libertas · Cailungo · San Giovanni Pennarossa Domagnano Faetano Fiorentino · Tre Fiori La Fiorita Juvenes · Cosmos · SS Folgore/Falciano Academia San Marino sub-22 · Tre Penne Murata |

## Temporada regular

### Clasificación
| Pos. | Equipo             | Pts. | PJ | G  | E | P  | GF | GC | Dif. | Clasificación 2023-24                    |
| ---- | ------------------ | ---- | -- | -- | - | -- | -- | -- | ---- | ---------------------------------------- |
| 1    | Virtus (C)         | 79   | 30 | 26 | 1 | 3  | 61 | 20 | +41  | Ronda Preliminar de la Liga de Campeones |
| 2    | La Fiorita         | 77   | 30 | 25 | 2 | 3  | 71 | 18 | +53  | Segunda Fase                             |
| 3    | Tre Penne          | 63   | 30 | 20 | 3 | 7  | 76 | 30 | +46  | Segunda Fase                             |
| 4    | Cosmos             | 60   | 30 | 18 | 6 | 6  | 78 | 28 | +50  | Segunda Fase                             |
| 5    | Murata             | 59   | 30 | 19 | 2 | 9  | 56 | 22 | +34  | Segunda Fase                             |
| 6    | Tre Fiori          | 57   | 30 | 17 | 6 | 7  | 56 | 30 | +26  | Segunda Fase                             |
| 7    | San Giovanni       | 45   | 30 | 14 | 3 | 13 | 55 | 42 | +13  | Segunda Fase                             |
| 8    | Juvenes/Dogana     | 45   | 30 | 14 | 3 | 13 | 44 | 47 | −3   | Playoffs                                 |
| 9    | Folgore/Falciano   | 39   | 30 | 11 | 6 | 13 | 44 | 57 | −13  | Playoffs                                 |
| 10   | Fiorentino         | 38   | 30 | 11 | 5 | 14 | 40 | 55 | −15  | Playoffs                                 |
| 11   | Domagnano          | 35   | 30 | 9  | 8 | 13 | 31 | 42 | −11  | Playoffs                                 |
| 12   | Faetano            | 26   | 30 | 8  | 2 | 20 | 44 | 79 | −35  |                                          |
| 13   | Libertas           | 23   | 30 | 6  | 5 | 19 | 32 | 56 | −24  |                                          |
| 14   | San Marino Academy | 22   | 30 | 6  | 4 | 20 | 32 | 74 | −42  |                                          |
| 15   | Cailungo           | 14   | 30 | 4  | 2 | 24 | 15 | 77 | −62  |                                          |
| 16   | Pennarossa         | 8    | 30 | 2  | 2 | 26 | 18 | 96 | −78  |                                          |

Actualizado a los partidos jugados el 21 de abril de 2024.
 Fuente: FlashScore

## Play-offs Liga Conferencia

### Primera ronda
| Fecha       | Local            | Resultado | Visita     |
| ----------- | ---------------- | --------- | ---------- |
| 24 de abril | Folgore/Falciano | 2:0       | Fiorentino |
| 24 de abril | Juvenes/Dogana   | 3:2       | Domagnano  |

### Cuartos de final
| Fechas                  | Local en la ida | Global | Local en la vuelta | Ida | Vuelta |
| ----------------------- | --------------- | ------ | ------------------ | --- | ------ |
| 27 y 30 de abril        | Tre Fiori       | 1:2    | Murata             | 0:0 | 1:2    |
| 27 y 30 de abril        | Cosmos          | 4:2    | San Giovanni       | 1:2 | 3:0    |
| 28 de abril y 1 de mayo | La Fiorita      | 1:0    | Folgore/Falciano   | 1:0 | 0:0    |
| 28 de abril y 1 de mayo | Tre Penne       | 7:2    | Juvenes/Dogana     | 3:0 | 4:2    |

### Semifinales
| Fechas         | Local en la ida | Global | Local en la vuelta | Ida | Vuelta |
| -------------- | --------------- | ------ | ------------------ | --- | ------ |
| 4 y 11 de mayo | Murata          | 3:2    | La Fiorita         | 3:1 | 0:1    |
| 4 y 11 de mayo | Tre Penne       | 1:1    | Cosmos             | 1:1 | 0:0    |

### Final
| Fecha      | Local  | Resultado | Visita    |
| ---------- | ------ | --------- | --------- |
| 18 de mayo | Murata | 2:3       | Tre Penne |

## Goleadores
- Actualizado el 21 de abril de 2024.[1]

| Pos. | Jugador               | Club       | Goles |
| ---- | --------------------- | ---------- | ----- |
| 1    | Imre Badalassi        | Tre Penne  | 28    |
| 2    | Matteo Prandelli      | Cosmos     | 18    |
| 3    | Alessandro Brisigotti | Faetano    | 16    |
| 3    | Alex Ambrosini        | La Fiorita | 16    |
| 5    | Abdoul Niang          | La Fiorita | 15    |